# 施利弗峰

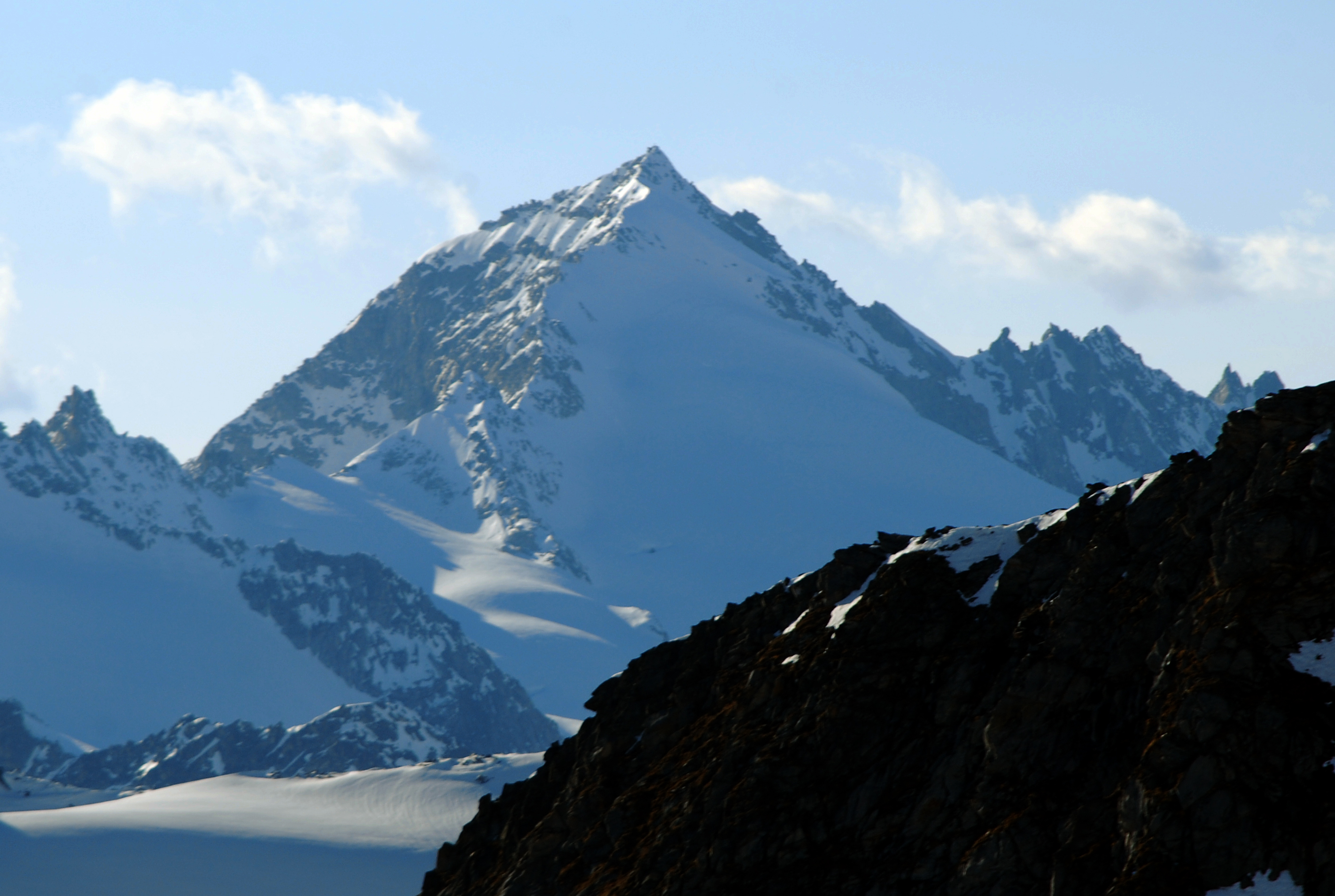

47°07′23″N 12°14′34″E / 47.12306°N 12.24278°E
施利弗峰（德語：Schlieferspitze），是奧地利的山峰，位於該國中部，由薩爾茨堡州負責管轄，屬於維內迪傑山脈的一部分，海拔高度3,290米，人類在1871年8月22日首次登頂。